# Kingkongfink
Kingkongfink (Chloridops regiskongi) är en förhistorisk utdöd fågel i familjen finkar inom ordningen tättingar som tidigare var endemisk för Hawaiiöarna. 

## Tidigare förekomst och utdöende
Fågeln beskrevs 1991 utifrån fossila lämningar funna vid Barber's Point och Ulupau Head på ön Oahu. Om den var som fyndplatsen antyder var endemisk för låglänt kustnära skog försvann den förmodligen relativt snabbt efter människan kom till ön, eftersom habitatförstörelsen var som störst i låglänta områden.

## Utseende och levnadssätt
Kingkongfinken hade en mycket kraftig näbb, den största näbben av de tre arterna i släktet Chloridops och var med sin längd på hela centimeter en av de större i gruppen hawaiifinkar. Näbbstrukturen skiljer sig kraftig från övriga medlemmar i släktet, varför arten möjligen bör placeras i ett eget släkte, möjligtvis systerart till Rhodacanthis-finkarna.  Med tanke på näbbstorleken tros den ha varit en fröätare som krossat de hårdaste fruktkärnora. likt stenknäcken.

## Familjetillhörighet
Arten tillhör en grupp med fåglar som kallas hawaiifinkar. Länge behandlades de som en egen familj. Genetiska studier visar dock att de trots ibland mycket avvikande utseende är en del av familjen finkar, närmast släkt med rosenfinkarna. Arternas ibland avvikande morfologi är en anpassning till olika ekologiska nischer i Hawaiiöarna, där andra småfåglar i stort sett saknas helt.

## Namn
Det ovanliga namnet har sitt ursprung i en missuppfattning. En reporter misstolkade att upptäckaren ornitologen Storr L. Olsons beskrivning "en gigantisk King kong-fink" i själva verket var ett namn Olson tilldelat arten, varpå Olson och James av den det vetenskapliga namnet regiskongi.